# Xã Pleasant, Quận LaPorte, Indiana
Xã Pleasant (tiếng Anh: Pleasant Township) là một xã thuộc quận LaPorte, tiểu bang Indiana, Hoa Kỳ. Năm 2010, dân số của xã này là 3.380 người.